# HB Bewaking Systems
HB Bewaking Systems ist der Name eines niederländischen Motorsport-Teams, das 1976 und 1977 zu einzelnen Rennen in der Formel 1 angetreten ist. Das Team wird in der Literatur mitunter „Boro“ genannt. Diese Bezeichnung ist nicht zutreffend; Boro war lediglich die Bezeichnung des Autos, mit dem HB Bewaking Systems in der Formel 1 antrat.
HB Bewaking ist das einzige Formel-1-Team, das nicht nur mit niederländischer Lizenz antrat, sondern auch in den Niederlanden operierte.

## Der Hintergrund
Das Unternehmen Hoogenbooms Bewakingsdienst BV ist seit 1958 als Sicherheits- und Bewachungsunternehmen in den Niederlanden aktiv. Seit 1969 wurde es von den Brüdern Bob und Rody Hoogenboom geführt. In den 1970er Jahren erschien das Unternehmen gelegentlich als Sponsor im internationalen Motorsport. 1976 und 1977 schließlich kam HB Bewaking mehr zufällig als geplant in den Besitz eines Formel-1-Fahrzeugs, für das schließlich ein eigenes Team aufgebaut wurde.

## HB Bewaking als Sponsor

### Kleinere Motorsport-Klassen
Seit den frühen 1970er Jahren unterstützte HB Bewaking den niederländischen Rennfahrer Roelof Wunderink. Von 1971 bis 1972 fuhr Wunderink zwei Jahre in der Formel Ford 1600; in der zweiten Saison gewann er den Meistertitel. 1973 stieg Wunderink mit Unterstützung von HB Bewaking in die Formel 3 auf, nahm dort aber nur an ausgewählten Rennen teil und konnte keine bemerkenswerten Ergebnisse erzielen. In der folgenden Saison ermöglichten die Mittel von HB Bewaking dem jungen Niederländer einige Einsätze in der Europäischen Formel 5000. Das Team war unter dem Namen HB Bewaking gemeldet, hatte aber abgesehen von Sponsoring-Verträgen keine rechtliche Beziehung zu dem Sicherheitsunternehmen HB Bewaking. Tatsächlich wurde der Einsatz von Wunderink sowie einigen Mechanikern selbst durchgeführt. Wunderink bewegte einen Vorjahreswagen von Chevron (Typ B24); es war das Auto, mit dem Teddy Pilette 1973 die Formel-5000-Meisterschaft gewonnen hatte. Podiumsplätze erreichte Wunderink nicht. Gleichwohl ermöglichte HB den Aufstieg in die Formel 1.

### Sponsor in der Formel 1
Für die Formel-1-Saison 1975 ergab sich die Möglichkeit einer Allianz mit dem Team Ensign von Mo Nunn. Das britische Team hatte eine schwierige Saison 1974 hinter sich. Nachdem sich der langjährige Fahrer Rikky von Opel Ende 1973 von Ensign zurückgezogen und das Team damit ohne Sponsor zurückgelassen hatte, konnte es mit seinen Fahrern Vern Schuppan und später Mike Wilds in der Saison 1974 zu einigen, aber nicht zu allen Weltmeisterschaftsläufen antreten. Ein Sponsoring-Vertrag mit HB Bewaking ließ eine Besserung der Situation für die Saison 1975 erwarten.
Das nunmehr „HB Bewaking Ensign“ genannte Team erschien zu Beginn der europäischen Saison 1974 in Spanien mit Roelof Wunderink als einzigem Fahrer und einem Vorjahreswagen, dem Ensign N174. Zu seinem Formel-1-Debüt konnte sich Wunderink qualifizieren, schied allerdings nach 20 Runden infolge eines Aufhängungsbruchs aus. Beim zweiten europäischen Rennen, dem Großen Preis von Monaco, verpasste Wunderink die Qualifikation. Für die darauf folgende Woche, an dem kein Formel-1-Rennen stattfand, war ein Formel-5000-Rennen auf dem Circuit Park Zandvoort angesetzt, für das sich Wunderink mit einem gebrauchten Chevron mit dem Team „A.G.Dean“ meldete. Zuvor unternahm er private Testfahrten. Dabei erlitt er einen schweren Unfall, der mehrere Knochenbrüche nach sich zog und Wunderink für mehrere Wochen ans Bett fesselte. Ensign ließ daraufhin die beiden nachfolgenden Formel-1-Rennen in Belgien und Schweden aus; für das Rennen in den Niederlanden wurde – wiederum mit Unterstützung von HB Bewaking – Gijs van Lennep verpflichtet, der auch in Frankreich und in Deutschland fuhr. Beim Großen Preis der Niederlande wurde ein neues Auto präsentiert, der weitgehend von HB Bewaking finanziert und von dem ehemaligen Lotus-Ingenieur Dave Baldwin entworfen worden war. Dieses Modell, der Ensign N175, entsprach in vielen Details dem ebenfalls von Baldwin stammenden, sehr erfolgreichen Lotus 72 von 1970, war also nach Meinung einiger Beobachter konzeptionell nicht auf der Höhe der Zeit. Der erste Einsatz des N175 erfolgte beim Großen Preis von Frankreich. Dort wurde van Lennep in Deutschland Sechster und erzielte den ersten Weltmeisterschaftspunkt für Ensign. Ab dem Großen Preis von Großbritannien fuhr wieder Wunderink. Zum Großen Preis von Italien setzte „HB Bewaking Ensign“ einmalig zwei Autos ein, wobei der Stammfahrer Wunderink einen Vorjahres-N174 erhielt, während Chris Amon, der neu hinzugekommene Fahrer, mit dem aktuellen N175, der weiterhin ein Einzelstück war, antreten durfte. Wunderink konnte sich mit dem alten Fahrzeug nicht qualifizieren.
Nach dem letzten Rennen der Formel-1-Saison 1975 beendete Wunderink seine Motorsport-Karriere. Hinsichtlich der weiteren Verwendung des Ensign N175 schloss sich ein hart geführter Rechtsstreit zwischen HB Bewaking und Mo Nunn an, der damit endete, dass HB Bewaking die Rechte an dem N175 erhielt. Nunn übergab dem ehemaligen Sponsor das Auto, das ein Unikat bleiben sollte. Ensign selbst trat 1976 zunächst mit alten N174-Wagen für Chris Amon an, bevor im Frühjahr 1976 ein neues Auto namens N176 fertiggestellt war, das freilich viele Züge des N175 in sich trug.

## HB Bewaking mit einem eigenen Formel-1-Team

### 1976
Nunmehr im Besitz des einzigen hergestellten N175, entschlossen sich Bob und Rody Hoogenboom, die Inhaber von HB Bewaking, zu einem Einsatz des Rennwagens in eigener Regie. Zu diesem Zweck wurde in der niederländischen Gemeinde Bovenkerk eine kleine Werkstatt aufgebaut, die zur Zentrale des jungen Formel-1-Teams werden sollte. Hier operierten einige Mechaniker – manche Zeitungsberichte sprechen von nicht mehr als drei Mechanikern –, die einzelne Änderungen an dem Ensign N175 vornahmen. Das Auto wurde daraufhin Boro 001 genannt; der Name ergab sich aus den jeweils ersten Silben der Vornamen der Teameigner Bob und Rody Hoogenboom. Als Antrieb diente ein konventioneller Cosworth-DFV-Motor.
Als Fahrer wurde der Australier Larry Perkins verpflichtet, der 1973 mit einem eigenen Auto unter dem Namen „Team Cowangie“ in der europäischen Formel-3-Meisterschaft aktiv gewesen war und 1975 die europäische Formel-3-Meisterschaft mit einem Werks-Ralt hatte gewinnen können. Sein bislang einziger Formel-1-Einsatz war der Große Preis von Deutschland 1974 für das Team von Chris Amon gewesen, zu dem er sich nicht hatte qualifizieren können.
Ihr Renndebüt gaben HB Bewaking, Larry Perkins und der weiß lackierte Boro 001 mit der Start Nr. 37 anlässlich des Großen Preises von Spanien 1976 in Jarama. Perkins qualifizierte sich als Letzter mit einem Rückstand von 3,0 Sekunden auf die Pole-Zeit von James Hunt im McLaren; die Differenz auf Chris Amon, der den neuen Werks-Ensign N176 fuhr, betrug 1,7 Sekunden. Das Rennen beendete er als 13. und Letzter mit drei Runden Rückstand, während Amon Fünfter wurde. Beim Großen Preis von Belgien ging Perkins als 20. ins Rennen und sah als Achter das Ziel. Dieses achtbare Ergebnis sollte die letzte Zielankunft für HB Bewaking werden. Beim Großen Preis von Monaco verpasste Perkins die Qualifikation, in Schweden fiel er mit Motorschaden aus. Zu den vier folgenden Rennen in Frankreich, Großbritannien, Deutschland und Österreich trat das Team nicht an; erst zum Heimatrennen in Zandvoort erschien es wieder (diesmal mit der Start Nr. 27). Perkins startete als 19., fiel aber nach einem Fahrfehler in der Mitte des Rennens aus. Einen weiteren Einsatz gab es beim Großen Preis von Italien, bei dem sich Perkins für einen Aufsehen erregenden 13. Startplatz qualifizieren konnte, drei Plätze hinter dem Werks-Ensign unter Jacky Ickx und 14 Plätze vor dem späteren Weltmeister James Hunt. Im Rennen fiel Perkins allerdings mit Motorschaden aus.
Nach diesem Rennen standen noch drei Rennen in Übersee an (die Großen Preise von Kanada, USA-Ost und Japan), an denen HB Bewaking aus finanziellen Gründen nicht teilnehmen konnte. Larry Perkins gelang es, für diese Überseerennen zum Brabham-Team zu wechseln, wo er den zur Scuderia Ferrari abgewanderten Carlos Reutemann ersetzte. HB Bewaking hingegen ließ seine Arbeit zunächst ruhen.

### 1977
In der kommenden Saison erschien das HB Bewaking-Team zu zwei Veranstaltungen: dem Großen Preis der Niederlande in Zandvoort und dem anschließenden Großen Preis von Italien in Monza. In beiden Fällen wurde der Boro 001 als Einsatzfahrzeug gemeldet. Fahrer war Brian Henton, der bereits 1975 einige Rennen für das Team Lotus gefahren war. 1977 hatte Henton die Großen Preise von Spanien, Großbritannien und Österreich in einem privat eingesetzten March 761 mit seinem eigenen British Formula One Racing Team bestritten, freilich ohne sich bei diesen Anlässen qualifizieren zu können.
Auf dem Circuit Park Zandvoort erschien Henton erstmals mit dem zwei Jahre alten Boro 001 für das HB Bewaking Team. Er qualifizierte sich für einen 23. Startplatz mit 2,4 Sekunden Rückstand auf den Pole-Setter Mario Andretti im Lotus. Im Rennen wurde er disqualifiziert, nachdem er sich nach einem Dreher regelwidrig von Streckenposten wieder auf die Piste hatte schieben lassen. Bei seinem letzten Einsatz in Monza konnte sich Henton nicht qualifizieren. Dies sollte für die kommenden Jahre das letzte Formel-1-Rennen für Brian Henton werden; erst 1980 fuhr er wieder, diesmal für das neu gegründete Toleman-Team.

### Nachspiel: ein letzter Anlauf 1978
Im Anschluss an den Großen Preis von Italien beendete HB Bewaking sein Motorsport-Engagement. Der Boro 001 und die Ausrüstung des Teams wurden an Mario Deliotti Racing verkauft. Das britische Team setzte den Wagen neben älteren March- und Hesketh-Racing-Wagen für Geoff Lees und Bruce Allison 1978 in der Aurora-Serie ein.
Einmal wurde das Auto, das lange unter dem Namen Boro 001 bekannt gewesen war, noch für ein Rennen der Formel-1-Weltmeisterschaft gemeldet: Zum Großen Preis von Großbritannien 1978 trat Mario Deliotti Racing mit dem nun drei Jahre alten Auto unter Geoff Lees an; diesmal allerdings wurde das Auto wieder als Ensign N175 bezeichnet. Als Antrieb diente wiederum ein Cosworth-DFV-Motor. Lees verpasste allerdings bei diesem Anlass die Qualifikation um 0,4 Sekunden. Weder Mario Deliotti Racing noch der N175 bzw. Boro 001 erschienen wieder bei einem Formel-1-Rennen.